# Sénat de Nice

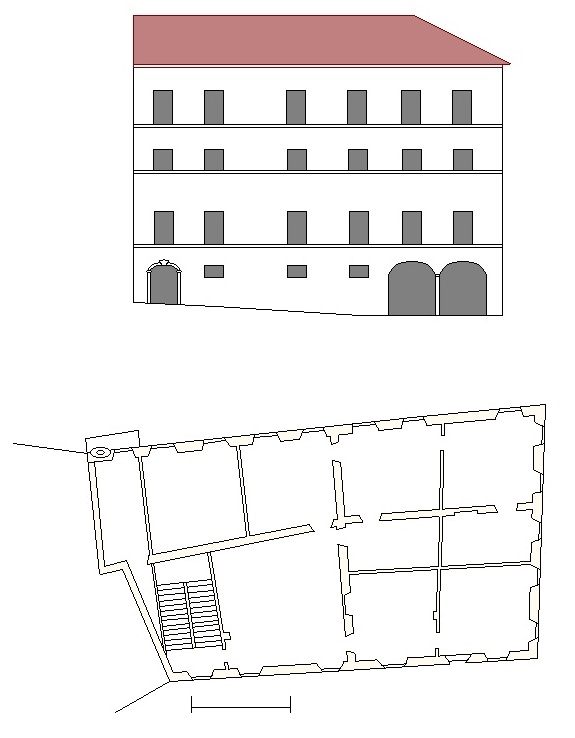
Elévation et plan du Sénat de Nice

Le Souverain Sénat du comté de Nice (Sovrano Senato del countea di Nizza) ou Sénat de Nice est  créé le 8 mars 1614 par lettres patentes du duc Charles-Emmanuel Ier de Savoie, et disparaît provisoirement en 1796, lors de la création du département des Alpes-Maritimes par la France occupante.
Après la défaite française, lors du traité de Paris de 1814, les souverains de Savoie retrouvent l’intégralité de leurs droits et prérogatives sur leurs États et possessions légitimes dont fait partie le comté de Nice. Ceux-ci rétablissent immédiatement le Sénat de Nice dans tous ses droits et prérogatives traditionnels jusqu'en 1848 où ils lui concèderont les fonctions et juridictions de cour d'appel.

## L’Ancien régime
La juridiction souveraine du Sénat de Nice avait compétence sur tout le territoire et les sujets du comté de Nice qui se composait alors des cantons suivants :
- l’ancienne viguerie de Nice ;
- l’ancienne viguerie de Barcelonnette ;
- l’ancienne viguerie de Sospel ;
- l’ancienne viguerie de Puget-Théniers ;
- le marquisat de Dolceacqua ;
- la principauté d’Oneille (Oneglia en italien) ;
- le comté de Tende ;
- le comté de Beuil.

Le ressort du sénat de Nice comprenait quatre tribunaux de préfecture : Nice, Sospel, Barcelonnette (jusqu’en 1713) et Oneille.
Dès son origine en 1614, ses membres incluent un président, quatre sénateurs, deux avocats fiscaux, un avocat des pauvres, un secrétaire, deux huissiers, huit soldats de justice et un prévôt, et siège provisoirement dans une maison louée et rénovée.
Puis en 1655, il est établi dans un bâtiment de trois étages avec une entrée ornée d’une loggia, situé au bas de la forteresse, aujourd’hui  proche de la chapelle du Saint-Suaire (pénitents Rouges), rue Jules-Gilly. Il se nomme palais du Sénat de Nice.
En 1701, on lui affecte une chapelle et un dépôt d’archives, et on aménage une salle d’audiences avec hémicycle en 1763.

Liste des présidents du Sénat de Nice 1614-1796
| Début           | Fin             | Nom                                        | Commentaire    |
| --------------- | --------------- | ------------------------------------------ | -------------- |
| mars 1614       | Novembre 1623   | Riccardo Cesare RO(V)ASENDA                |                |
| Nov. 1623       | Mai 1627        | Cesare PERGAMO DI CASTIGLIONE              |                |
| Mai 1627        | attesté en 1631 | Simone ROCHATI                             | 2ème président |
| Mars 1630       | Juillet 1630    | Giovanni Bernardino PORTA                  |                |
| Septembre 1632  | Mars 1643       | Nicolo LOSA                                |                |
| Février 1640    | attesté en 1645 | Carlo FERRERO                              | 2ème président |
| Juillet 1643    | Mars 1654       | Scipione PORTA                             |                |
| Novembre 1656   | Septembre 1657  | Giovanni Antonio DELLA CHIESA DI STROPPO   |                |
| Août 1660       | Novembre 1666   | Bartolomeo DALMAZZONE                      |                |
| Novembre 1666   | Mars 1672       | Giambattista NOVARINA                      |                |
| Juin 1674       | attesté en 1680 | Giovanni Antonio CASTELLI                  |                |
| attesté en 1678 | attesté en 1689 | Gaspare DE BALBI(S)                        | 2ème président |
| Novembre 1682   |                 | Gerolamo Marcello De GUBERNATIS            | 2ème président |
| Mars 1692       | Septembre 1696  | Joseph de la PORTE                         |                |
| Décembre 1692   | Novembre 1697   | Francesco Flaminio TONDUTTI                | 2ème président |
| Septembre 1696  | Mars 1697       | Giacomo BERGERA                            |                |
| Mars 1697       | Mai 1705        | Giovanni Secondo SALMATORIS                |                |
| Mai 1705        | Mai 1713        | REGNAULT de SOLLIER                        |                |
| attesté en 1705 |                 | LOMBARD de GOURDON                         | 2ème président |
| Juin 1713       | 1723            | Giovanni Secondo SALMATORIS                |                |
| Avril 1724      | Septembre 1726  | Luigi Ignazio BIANDRATE di SAN GIORGIO     |                |
| Septembre 1726  | Mars 1737       | Giuseppe Bartolomeo RICHELMI               |                |
| Octobre 1729    |                 | Marco Antonio CLARETTI                     |                |
| Mars 1737       | Octobre 1739    | Orazio Vittorio SCALARANDI SPADA           |                |
| Décembre 1739   | 1749            | Claudio ASTESAN                            |                |
| Mai 1749        | Juillet 1759    | Pietro Luigi MELLAREDE                     |                |
| Juillet 1759    | Septembre 1760  | Francesco LEA di CASTELNUOVO               |                |
| Septembre 1760  | Septembre 1764  | Giacomo SALTEUR                            |                |
| Novembre 1764   | Janvier 1768    | Francesco Nicolo FERRARIS di TORRE d'ISOLA |                |
| Octobre 1768    | Juillet 1790    | Cesare Lorenzo LOVERA de MARIA             |                |
| Mars 1791       | Septembre 1792  | Giovanni BERZETTI di BURONZO               |                |
| Septembre 1792  | Mars 1796       | Clemente CORVESI di GORBIO                 |                |

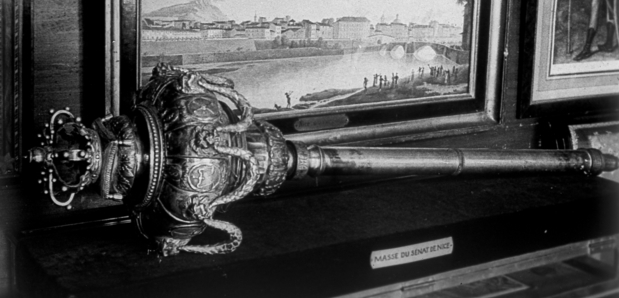
Masse du Souverain Sénat de Nice

La veille de l’entrée des troupes françaises dans le comté de Nice, le 28 septembre 1792, les membres du Souverain Sénat du comté de Nice quittent la ville et déménagent leurs archives dans la vallée de la Roya où les patentes royales du 23 octobre instituent à Saorge une délégation exerçant le même pouvoir que le Sénat niçois. Le 4 novembre, le siège de la délégation est transféré de Saorge à Borgo San Dalmasso dans le Piémont où elle émigre de nouveau à Carmagnola, ville proche de la capitale de l’époque, Turin.
Au traité de Paris de 1796, le duc de Savoie, roi de Sardaigne, de Chypre et de Jérusalem est contraint par la France occupante à renoncer à l’exercice de ses droits et protections sur le comté de Nice. La délégation est donc supprimée par lettres patentes le 17 décembre 1796.

## Restauration sarde et Annexion
En 1814, à la Restauration de la maison de Savoie, le roi Victor-Emmanuel Ier de Sardaigne rétablit le Souverain Sénat de Nice dans tous ses pouvoirs traditionnels antérieurs, et son ressort s’étend dorénavant aux tribunaux de préfecture de Nice, d’Oneille et de San Remo.
Les lettres patentes royales du 4 mars 1848 attribuent au sénat de Nice les pouvoirs fonctions et prérogatives d’une cour d’appel et les tribunaux de préfecture deviennent provinciaux puis « d’arrondissement » lors de la réforme de 1859 voulue par Cavour et dont certains pensent, sans doute à juste titre, qu’elle préparait l’annexion par la France, combinée secrètement par lui avec Napoléon III à Plombières.
En 1860, c'est dans les locaux de l’ancien sénat de Nice qu’est proclamée l’annexion politique du comté par la France.
Tout naturellement, le Sénat devient après 1860 tribunal civil de Nice, au sein de l'organisation judiciaire française. Il perd cependant son rôle de cour d'appel, les appels se faisant à Aix-en-Provence.

## Liste des présidents
En 1792, le Premier Président du Sénat de Nice était Clément Corvesy, comte de Gorbio, qui dut émigrer à la suite des évènements révolutionnaires.
Le tableau ci-dessous donne la liste des présidents du Sénat de Nice à compter de la Restauration de l'Etat sarde.
| Début          | Fin            | Nom                                   | Commentaire |
| -------------- | -------------- | ------------------------------------- | ----------- |
| juin 1814      | août 1815      | Carlo Anselmo Martini di Castelnuovo  | —           |
| août 1815      | janvier 1817   | Raffaele Valentino Pilo               | —           |
| janvier 1817   | juin 1817      | Carlo Anselmo Martini di Castelnuovo  | Intérim     |
| juin 1817      | juillet 1819   | Giuseppe Maria Cambiaso               | —           |
| août 1819      | février 1820   | Carlo Anselmo Martini di Castelnuovo  | Intérim     |
| mars 1820      | août 1828      | Ludovico Agostino Peyretti di Condove | —           |
| septembre 1828 | septembre 1831 | Paolo Vincenzo Ferrari di Castelnuovo | —           |
| septembre 1831 | octobre 1833   | Ilarione Spitalieri di Cessole        | Intérim     |
| octobre 1833   | octobre 1845   | Ilarione Spitalieri di Cessole        | —           |
| novembre 1845  | avril 1848     | Giuseppe Manno                        | —           |
| mai 1848       | mars 1851      | Giuseppe Arborio di Gattinara         | —           |
| mars 1851      | novembre 1853  | Francesco Mossa Fancello              | —           |
| novembre 1853  | octobre 1855   | Leonzio Massa Saluzzo                 | —           |
| octobre 1855   | avril 1860     | Giuseppe Musio                        | —           |

## État actuel des locaux
Une plaque a été apposée en 1999 sur la façade du bâtiment pour rappeler son histoire.
Après la construction du nouveau palais de justice, en 1885, sous le mandat de Jules Gilly, les locaux de l’ancien sénat de Nice avaient été affectés à l'asile de nuit pour nécessiteux. Le bâtiment a alors subi de nombreuses modifications structurelles (faux plafonds, cloisonnements, installation de très nombreux sanitaires), perdant de sa superbe pour s'adapter à sa nouvelle vocation sociale.
Géré par le centre communal d'action sociale, l'accueil de nuit pour hommes a été transféré rue Trachel à l'été 2013 et le Sénat alors affecté à la Direction générale adjointe de la Culture : les agents de la Direction du Patrimoine historique s'y sont installés et ont organisé, en collaboration avec les historiens du droit de l'Université de Nice, la commémoration du 400e anniversaire du Sénat en mars 2014.
Le centre du patrimoine auparavant logé 75 quai des États-Unis puis place Pierre Gautier  y a emménagé à l'été 2016, préfiguration d'un futur centre d'interprétation de l'architecture et du patrimoine niçois.

## Vestiges mobiliers
On peut observer au musée Masséna plusieurs portraits des souverains sardes du XIXème siècle ainsi qu'une imposante table marquetée qui proviennent de l'ancien Sénat de Nice.
Le musée conserve également une masse de justice en vermeil symbolisant la délégation du pouvoir judiciaire par le roi de Sardaigne à la cour d’appel de Nice.

## Illustrations

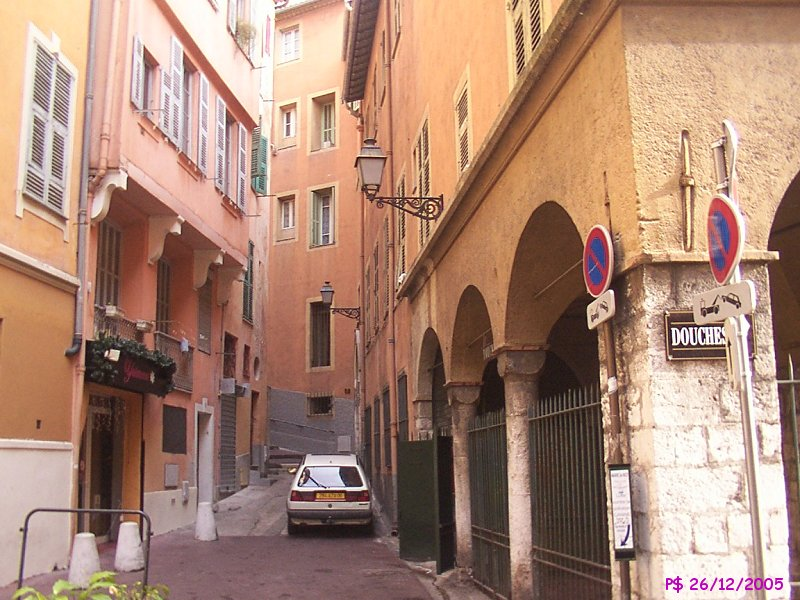
Vue des arcades de la loggia de l’Ancien Sénat, rue Jules-Gilly
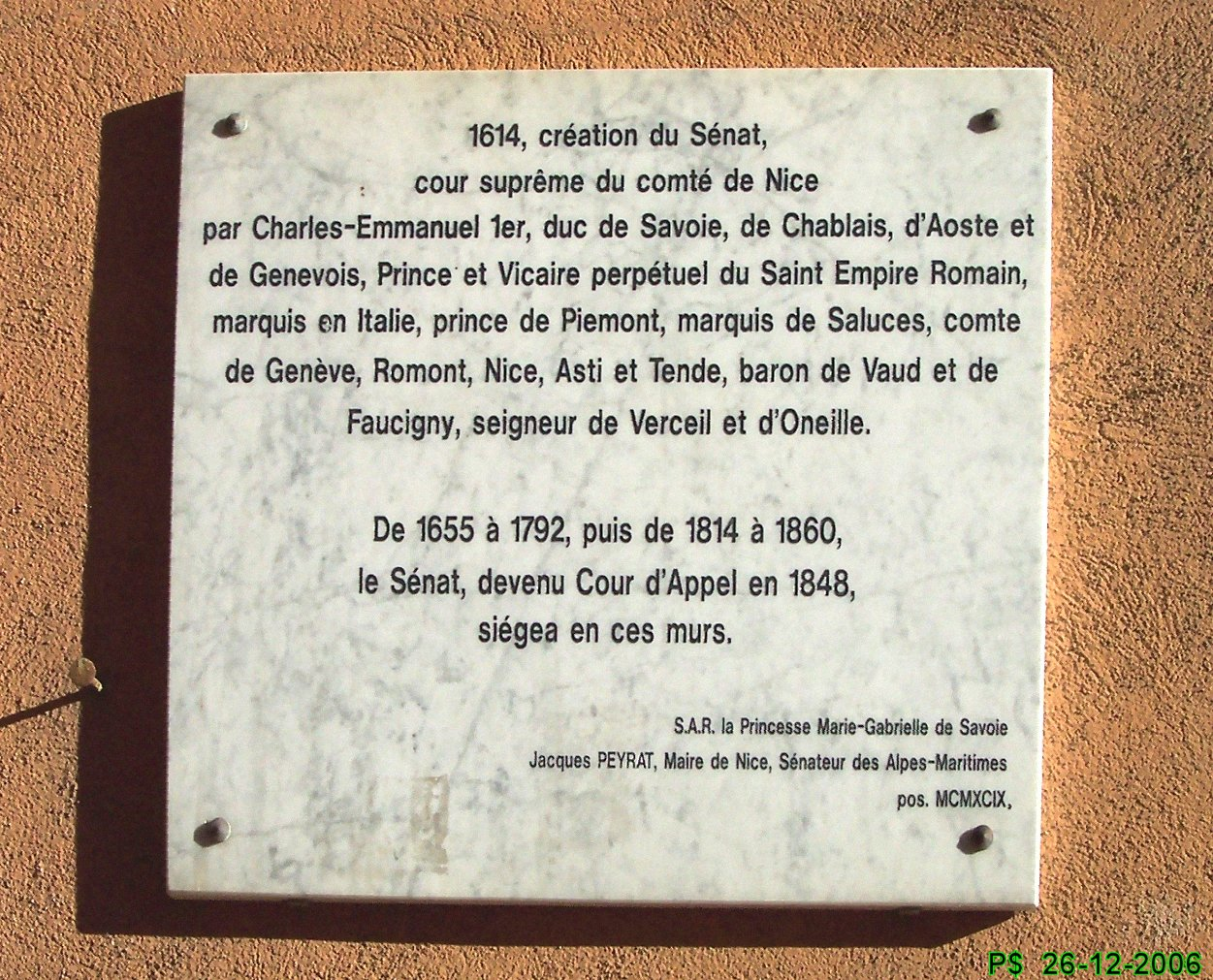
Plaque commémorative apposée en MCMXCIX (1999) par Marie-Gabrielle de Savoie et Jacques Peyrat sur l’ancien palais du sénat de Nice.

 Visite photo